# Kraemeria merensis
Kraemeria merensis is een straalvinnige vissensoort uit de familie van lansvissen (Kraemeriidae). De wetenschappelijke naam van de soort is voor het eerst geldig gepubliceerd in 1935 door Whitley.